# Roundell Palmer, I conte di Selborne
Roundell Palmer, I conte di Selborne (Mixbury, 27 novembre 1812 – 4 maggio 1895), è stato un politico inglese.

## Biografia
Era il figlio del rettore William Jocelyn Palmer, e di sua moglie, Dorothea Roundell, figlia del reverendo William Roundell. William Palmer e Edwin Palmer erano i suoi fratelli.
Studiò alla Rugby School e al Winchester College. Durante gli studi universitari divenne un caro amico dello scrittore e teologo, Frederick William Faber.

## Carriera politica
Nel 1847 fu deputato conservatore. Servì sotto lord Palmerston e lord Russell come procuratore generale per l'Inghilterra e il Galles nel 1861-1863 e nel 1863-1866.
Sotto Gladstone, divenne lord cancelliere nel 1872 e fu creato barone Selborne. Il suo primo incarico fu il passaggio della Giudice Act 1873, che riorganizzò completamente la magistratura. Prestò servizio nello stesso ufficio durante il secondo mandato di Gladstone (1880-1885) e fu creato visconte Wolmer e conte di Selborne nel 1882. Si dimise durante il mandato di Irish Home Rule, nel 1885, e si unì agli unionisti liberali.

## Matrimonio
Sposò, il 2 febbraio 1848, lady Laura Waldegrave (?-10 aprile 1885), figlia del vice-ammiraglio William Waldegrave, VIII conte di Waldegrave e di Elizabeth Whitbread. Ebbero cinque figli:
- Lady Laura Elizabeth Palmer (1849-22 maggio 1939), sposò il reverendo George Ridding, non ebbero figli;
- Lady Mary Dorothea Palmer (1850-8 novembre 1933), sposò William Waldegrave, IX conte di Waldegrave, ebbero tre figli;
- Lady Sophia Matilda Palmer (1852-28 ottobre 1915), sposò Amable Charles Franquet, conte di Franqueville, non ebbero figli;
- Lady Sarah Wilfreda Palmer  (1854-4 ottobre 1910), sposò George Biddulph, non ebbero figli;
- William Palmer, II conte di Selborne (17 ottobre 1859-26 febbraio 1942).

## Morte
Morì il 4 maggio 1895.